# Волейбол на Літній універсіаді 2019
Волейбол на Літній Універсіаді 2019 року в Неаполі відбувся з 5 по 13 липня. У турнірі взяли участь 32 волейбольні команди. Змагання з волейболу в приміщенні відбулися на вулиці Палакосьоні в Ночера-Інферіоре, Палаццо дельто спорту в Аріано-Ірпіно, Палеселе в Еболі та Палатедескі в Беневенто.

## Кваліфікація
Дотримуючись правил FISU, максимум 16 команд у волейбольних змаганнях
- Оплата вступного внеску
- 8 найкращих команд попереднього рейтингу попереднього рейтингу кваліфікуються автоматично.
- 4 команди, що знаходилися внизу рейтингу попереднього рейтингу будуть замінені новими командами-кандидатами.
- Решта команд будуть відібрані за допомогою правила wild card, відповідно до географічного, континентального представництва, рейтингу FISU та рейтингу FIVB.

### Кваліфіковані команди

#### Змагання чоловічих команд
| Відбір чоловічих команд            | Дата                   | Місце проведення | Вакансії | Кваліфікований                                                |
| ---------------------------------- | ---------------------- | ---------------- | -------- | ------------------------------------------------------------- |
| Приймаюча країна                   | —                      | —                | 1        | Італія                                                        |
| Топ-8 попереднього рейтингу        | 21–28 серпня 2017 року | Тайбей           | 8        | Іран Росія Японія Україна Бразилія Аргентина Чехія Португалія |
| Континентальні квоти               | —                      | —                | 3        | Канада Китайський Тайбей Швейцарія                            |
| First Wild Cards                   | —                      | —                | 3        | Мексика КНР США Німеччина Угорщина                            |
| Запрошення / пізніше підтвердження | —                      | —                | 5        | Чилі Франція Гонконг Польща Південна Корея                    |
| Разом                              | Разом                  | Разом            | 20       |                                                               |

#### Змагання жіночих команд
| Засоби кваліфікації                  | Дата                   | Місце проведення | Вакансії | Кваліфікований                                                   |
| ------------------------------------ | ---------------------- | ---------------- | -------- | ---------------------------------------------------------------- |
| Приймаюча країна                     | -                      | -                | 1        | Італія                                                           |
| Перша п'ятірка попереднього рейтингу | 21–28 серпня 2017 року | Тайбей           | 5        | Росія Японія Україна Китайський Тайбей Таїланд Фінляндія Франція |
| Континентальні квоти                 | -                      | -                | 4        | США КНР Німеччина Аргентина                                      |
| Відбір                               | -                      | -                | 6        | Бразилія Канада Чехія Угорщина Мексика Швейцарія                 |
| Усього                               | Усього                 | Усього           | 16       |                                                                  |

## Розіграш
Згідно з правилами FISU, розіграш пулу буде базуватися на наступному.
- Результати попередньої літньої Універсіади
- Участь у попередніх літніх універсіадів
- Континентальне представництво
- Рейтинг FIVB

### Змагання чоловічих команд
| Кошик 1                                   | Кошик 2                                             | Кошик 3                                                       | Кошик 4                                                | Кошик 5                     |
| ----------------------------------------- | --------------------------------------------------- | ------------------------------------------------------------- | ------------------------------------------------------ | --------------------------- |
| Іран (1) Росія (2) Японія (3) Україна (4) | Бразилія (5) Аргентина (6) Чехія (7) Португалія (8) | Франція (9) Швейцарія (10) Канада (11) Китайський Тайбей (12) | Південна Корея (13) Мексика (14) Гонконг (16) США (17) | Чилі (21) Італія КНР Польща |

### Змагання жіночих команд
| Кошик 1                                                | Кошик 2                                         | Кошик 3                                    | Кошик 4                          |
| ------------------------------------------------------ | ----------------------------------------------- | ------------------------------------------ | -------------------------------- |
| Росія (1) Японія (2) Україна (3) Китайський Тайбей (4) | Таїланд (6) Аргентина (8) Бразилія (9) США (10) | Швейцарія (11) Чехія (12) Мексика (15) КНР | Італія Канада Німеччина Угорщина |

## Рейтинг команд

### Змагання чоловічих команд
| Пул A             | Пул B          | Пул C    | Пул D     |
| ----------------- | -------------- | -------- | --------- |
| Гонконг           | КНР            | Канада   | Японія    |
| Чилі              | США            | Бразилія | Мексика   |
| Китайський Тайбей | Росія          | Франція  | Швейцарія |
| Україна           | Португалія     | Іран     | Італія    |
| Чехія             | Південна Корея | Польща   | Аргентина |

### Змагання жіночих команд
| Пул A   | Пул B     | Пул C             | Пул D     |
| ------- | --------- | ----------------- | --------- |
| Канада  | Бразилія  | Китайський Тайбей | США       |
| Таїланд | Німеччина | Чехія             | Швейцарія |
| Росія   | Україна   | Угорщина          | Японія    |
| Мексика | КНР       | Аргентина         | Італія    |